# 穆罕默德·穆吉塞
穆罕默德·穆吉塞（波斯語：‎，1956年—2025年1月18日），伊朗教士及宗教法官。
1988年，穆罕默德·穆吉塞開始以納塞里安（‎）的筆名在伊斯蘭革命檢察官辦公室工作。他最初是一名助理檢察官，2015年成為蓋澤爾赫薩爾監獄的監獄長。在該監獄關閉後，他成為喬哈爾達什特監獄的助理檢察官和監獄主管。伊拉吉·梅薩達吉認為，他是1988年伊朗处决政治犯事件的決策者之一。他曾在革命法院任職33年，是該法院最有經驗的法官之一，曾負責處理過巴哈伊教領袖、綠色運動抗議者和民族陣線成員的諸多案件，這些被判刑者中包括諸多抗議者、藝術家和活動人士。2011年4月13日，因侵犯人權，歐盟禁止包括穆吉塞在內的32名伊朗官員入境，他們在歐洲的資產也將被沒收。2019年12月19日美國財政部將其列入制裁名單。加拿大外交部也將其列入制裁名單。
穆吉塞於2020年11月起擔任伊朗最高法院第53分庭庭長兼法官。2025年1月18日，他在最高法院的辦公室內與阿里·拉齐尼一起遭到槍殺，襲擊者隨後自殺身亡。